# هرم سنوسرت الثالث
هرم سنوسرت الثالث هو هرم مصري يقع في دهشور مبني للملك سنوسرت الثالث من الأسرة المصرية الثانية عشر.
يقع الهرم في أقصى الشمال بين هرم دهشور ، ويقع على بعد 1.5 كم شمال شرق الهرم الأحمر للملك سنفرو. تم تشييده على أرض مستوية وتتكون من لب طوب اللبن مغطى بغلاف من من كتل الحجر الجيري الأبيض من طرة ترتكز على أساسات. تم التنقيب عنه لأول مرة في عام 1894 من قبل عالم المصريات جاك دي مورغان ، الذي تمكن من الوصول إلى حجرة الدفن بعد اكتشاف نفق حفره لصوص القبور القدامى. قاد ديتر أرنولد حملة أحدث خلال التسعينيات.

## مجمع الهرم

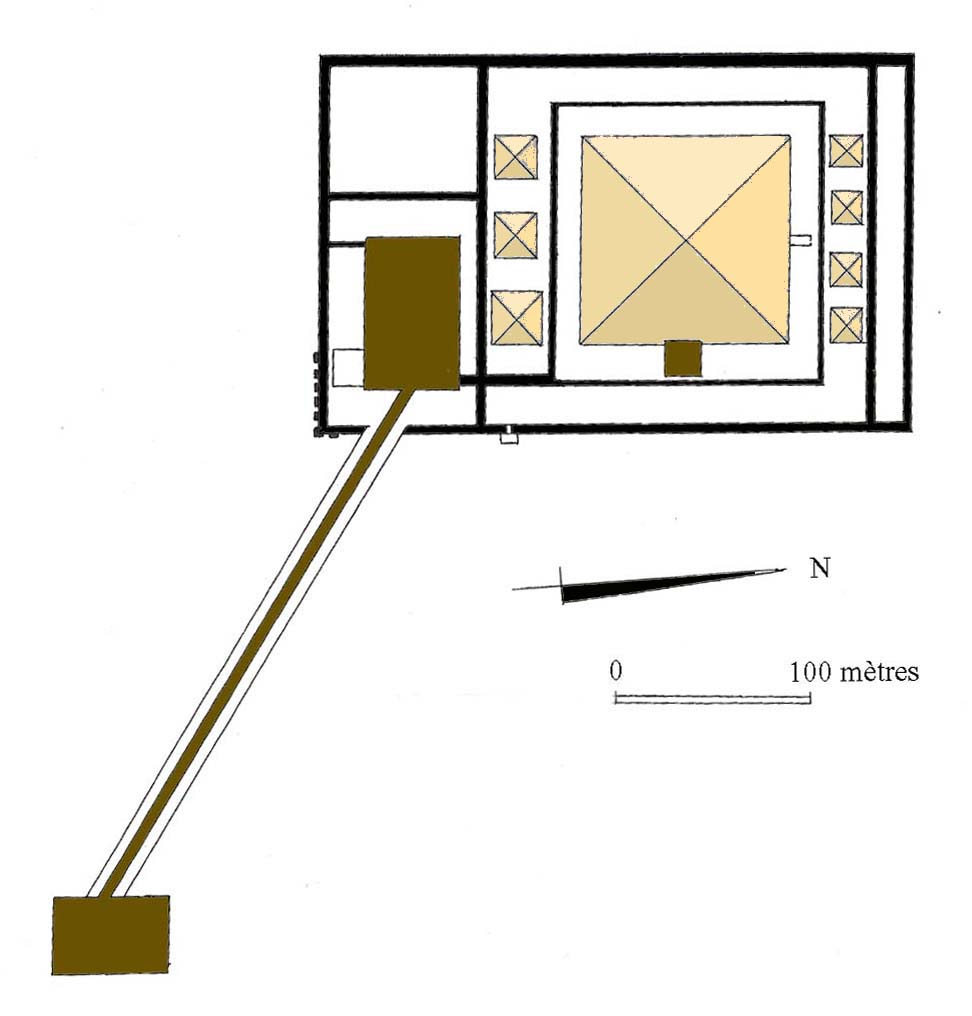
خريطة المجمع

تضمن المشروع الأصلي الهرم الرئيسي إلى جانب المصلى الشمالي ومعبد جنائزي شرقي صغير ، وكلها محاطة بجدار سياج. خارج هذا السور كانت هناك سبع قبور تخص ملكات وأميرات سنوسرت ، وكان المجمع بأكمله محاطًا مرة أخرى بجدار خارجي ؛ تم توسيع هذا الجدار أثناء الأعمال من أجل استيعاب معبد كبير على الجانب الجنوبي وجسر. تم تم التنقيب عن بقايا ستة أبراج مقدسة خارج السياج الخارجي على الجانب الجنوبي. 

كان حجم المعبد الشرقي الذي تم هدمه الآن صغيرًا جدًا ، ربما علامة على تراجع العبادة الجنائزية التقليدية ، كما اقترح أرنولد. على النقوش الباقية ، تم تصوير مشاهد تقليدية للقرابين لسنوسرت الثالث المتوج. من المحتمل أن المعبد الجنوبي قد تم هدمه خلال عصر المملكة المصرية الحديثة ووفقًا لأسسه كان يتألف من فناء ذي أعمدة وضريح داخلي. لم يتم اكتشاف معبد الوادي.
تم اكتشاف العديد من المقابر العمودية الخاصة بالنساء الملكيات على الجانبين الشمالي والجنوبي للهرم الرئيسي ؛ كان يعتقد أن هذه الأعمدة كانت تعلوها المصاطب حتى أوضح أرنولد في عام 1997 أن هذه تتكون من قصور الصخور المعقدة لسبعة أهرامات صغيرة. أدت استكشافات المقابر الشمالية إلى اكتشاف كنوز الأميرات سيثثور وميريت (من بين هذه القطع توجد الصدريات الشهيرة التي تحمل أسماء سنوسرت الثاني وسنوسرت الثالث و أمنمحات الثالث معروضة الآن في متحف القاهرة) بالإضافة إلى توابيت الأميرات مينيت وسينتسينبتيسي والملكة نفرت حنوت. تم اكتشاف أقصى الشرق في عام 1994 وأدى الهايبوجيوم إلى حجرة دفن تقع تحت الهرم الرئيسي. هنا ، تم العثور على تابوت من الجرانيت ، جنبًا إلى جنب مع بعض الأشياء التي تحمل اسم خنمت نفر حجيت الأولى ، والدة سنوسرت الثالث الملكية.

## هيبوجيوم

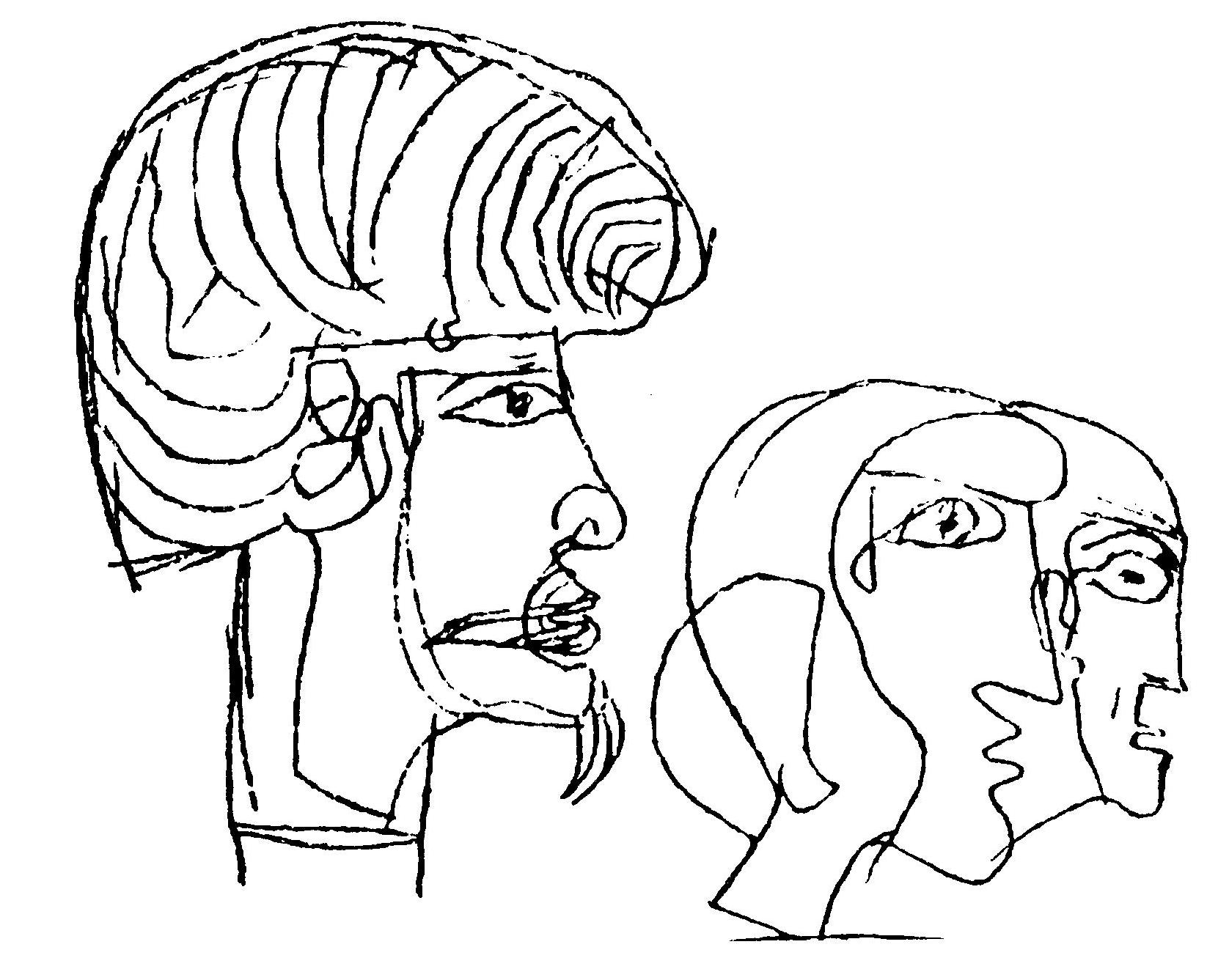
كتابات الحفار ذو الشعر المدبب

كافح دي مورغان لشهور للعثور على المدخل الأصلي ؛ بعد حفر عدة أنفاق موجهة نحو مركز النصب ، عثر أخيرًا على نفق اللصوص. تمت تغطية أحد المقاطع بـ الكتابة على الجدران التي كانت غريبة إلى حد ما عن الشرائع المصرية ، وأشهر هذه المقاطع تمثل رأسًا بشريًا تسريحة شعر مذهلة. جادل دي مورغان بأن الأنفاق والكتابات على الجدران قام بها لصوص قبور ساميون أثناء احتلال الهكسوس. من أنفاق اللصوص ، تمكن دي مورغان من تتبع المدخل الأصلي.

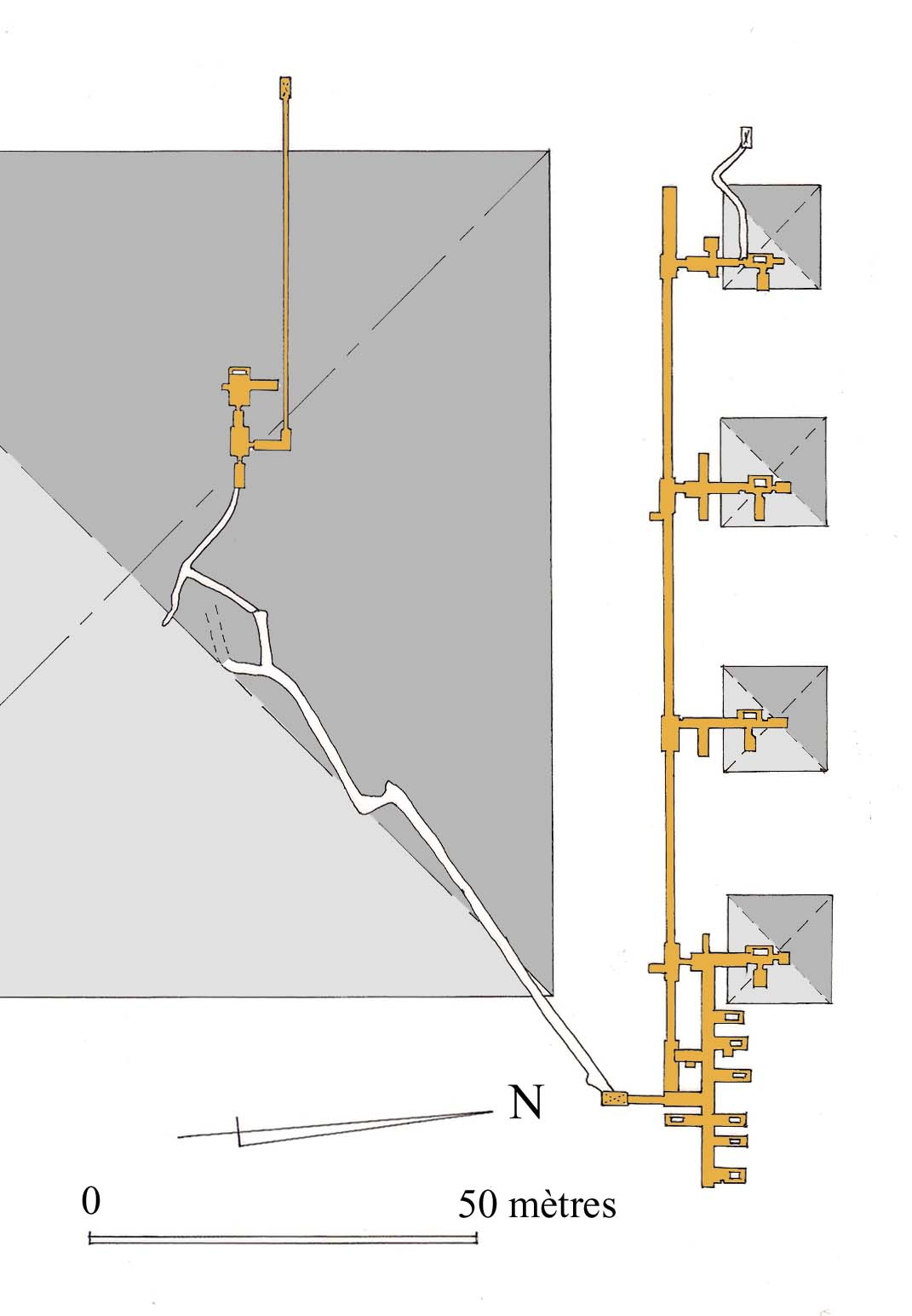
هيبوجيا للهرم الرئيسي (يسار) والأهرامات الشمالية الأربعة الصغيرة (يمين)

من المدخل الواقع على الجانب الغربي للهرم ، يؤدي رواق طويل منحدر إلى غرفة انتظار تصل مخزنًا على الجدار الغربي بغرفة الملك على الجدار الشرقي ، وهذه الأخيرة مصنوعة من الجرانيت ومزودة بتابوت من الجرانيت على الجانب الغربي ، وكوة الصندوق الكانوبي على الجانب الجنوبي. تم تبيض جدران حجرة الدفن الجرانيتية الجبس. فوق الغرفة ، وجد أرنولد ثلاثة أقبية مصنوعة من الجرانيت (الجزء السفلي) ، والحجر الجيري (الوسط) وطوب اللبن (الجزء العلوي) والتي تهدف إلى تفريغ الوزن على جدران الغرفة الأساسية من أجل منع انهيار السقف. كانت حجرة الملك تحتوي على فخار و خنجر ، بينما كان التابوت الجرانيتي فارغًا. من المحتمل أن سنوسرت الثالث لم يُدفن هناك أبدًا وأنه ربما كان يفضل قبره في أبيدوس كمكان راحته الأخير ، كما يوحي بعدم وجود نظام حجب داخل هذا الهايوجيوم.